# Hydromanicus dilatus
Hydromanicus dilatus är en nattsländeart som beskrevs av Betten 1909. Hydromanicus dilatus ingår i släktet Hydromanicus och familjen ryssjenattsländor. Inga underarter finns listade i Catalogue of Life.